# 青山眉子
青山 眉子（あおやま まゆこ、1944年10月6日 - ）は、日本の女優。劇団俳優座所属。静岡県出身。

## 出演

### テレビドラマ
- あしたこそ（1968年-1969年、NHK） - 玲子 役
- 昭和怪盗傳（1977年、テレビ朝日）
- 熱中時代 第1シリーズ第25話（1979年、日本テレビ） - 五年二組児童の母親 役
- それぞれの午後（1979年、フジテレビ）
- 大奥 第42話（1984年、関西テレビ）
- はぐれ刑事純情派 第3シリーズ第19話（1990年、テレビ朝日）
- 女相撲（1991年、TBS）
- 校長がかわれば学校が変わる2（1998年、TBS）
- 婦人捜査官小森友子（1998年、TBS）
- 捜査検事・右近誠の殺人調書3〜遺骨宅配便が暴いた二つの犯罪〜（2005年、テレビ朝日）
- 熱血ニセ家族（2007年、TBS） - 熊坂小梅 役
- 悪い奴ほどよく眠る（2010年、フジテレビ）
- 刑事の証明4（2012年、テレビ東京）
- 魔性の群像4（2017年、TBS） ‐ 岡部和代 役

### 映画
- 吉四六よ天を駆けろ（1976年） - おとき 役
- おとうと（2010年）
- ラストレシピ〜麒麟の舌の記憶〜（2017年） - 辰巳静江 役

### 吹き替え
- ER緊急救命室シーズン9 - 10（エミリー）

### 舞台
俳優座公演
- 三人姉妹（俳優座5階稽古場）演出：森一
- 戦争とは…2013（俳優座5階稽古場）
- 運命とは個性である（俳優座5階稽古場）演出：堀越太史
- 樫の木坂四姉妹（地方）演出：袋正
- 朗読 戦争とは…2012（俳優座稽古場）
- カラマーゾフの兄弟（俳優座劇場）演出：中野誠也
- リビエールの夏の祭り（地方）演出：中野誠也
- 赤ひげ（俳優座劇場）
- スティールマグノリアズ（俳優座稽古場）
- 風薫る日に（俳優座劇場）
- 悪魔の飽食（中国公演）
- きょうの雨 あしたの風（江東区文化センターホール）
- 銘々のテーブル（俳優座稽古場）
- 三文オペラ（紀伊國屋サザンシアター）
- 法王庁の避妊法（俳優座稽古場）
- きょうの雨
- ロッテ
- 収容所から来た遺書
- かもめ
- 家族な人々（俳優座稽古場）
- チェーホフ家の人々
- メフィスト（俳優座稽古場）
- プラザ・スイート（俳優座稽古場）
- セチュアンの善人（俳優座劇場）[3]

外部出演
- ヘッダ・ガーブレル（新国立劇場）
- 劇団朋友 百合の季節（俳優座劇場）
- 日韓演劇フェスティバル 七山里（あうるすぽっと）
- 俳優座劇場ワークショップ 桜の園
- 東宝 NINAGAWAマクベス